# Mário Felgueiras
Mário Jorge Quintas Felgueiras (n. 12 decembrie 1986, Viana do Castelo) este un fotbalist portughez care joacă pentru FC Paços de Ferreira pe postul de portar. Mario Felgueiras a fost cumpărat de către echipa clujeană, chiar de la echipa portugheză Sporting de Braga pe suma de doar 500.000 de euro. În sezonul 2011-2012, pe când evolua pentru Brașov, portarul lusitan a fost singurul fotbalist din Liga I din România care a bifat toate minutele din campionat, fiind desemnat la sfârșitul sezonului atât cel mai bun portar din România, cât și cel mai bun stranier din Liga I.În prezent,goalkeeaperul CFR-ului costă 4.500.000 de euro conform transfermakt , fiind al doilea ca valoare , din România , după Vlad Chiricheș.

## Echipe la care a evoluat

### Cluburi
- Espinho (2005-2007) (31 meciuri)
- Portimonense (2007-2008) (26 meciuri)
- Braga (2008-2009) (1 meci)
- Vitória Setúbal (2009-2010) (14 meciuri)
- Rio Ave (2010-2011) (8 meciuri)
- Brașov (2011-2012) (19 meciuri)
- CFR 1907 Cluj (2012-2014) (26 meciuri)
- Konyaspor (2015-2016)
- FC Paços de Ferreira  (2016-)

### Selecționate naționale
- Portugalia U20 (2005-2006) (12 meciuri, 0 goluri)
- Portugalia U21 (2008) (1 meci, 0 goluri)